# Silene psammitis
Silene psammitis är en nejlikväxtart. Silene psammitis ingår i släktet glimmar, och familjen nejlikväxter.

## Underarter
Arten delas in i följande underarter:
- S. p. lasiostyla
- S. p. psammitis

## Bildgalleri

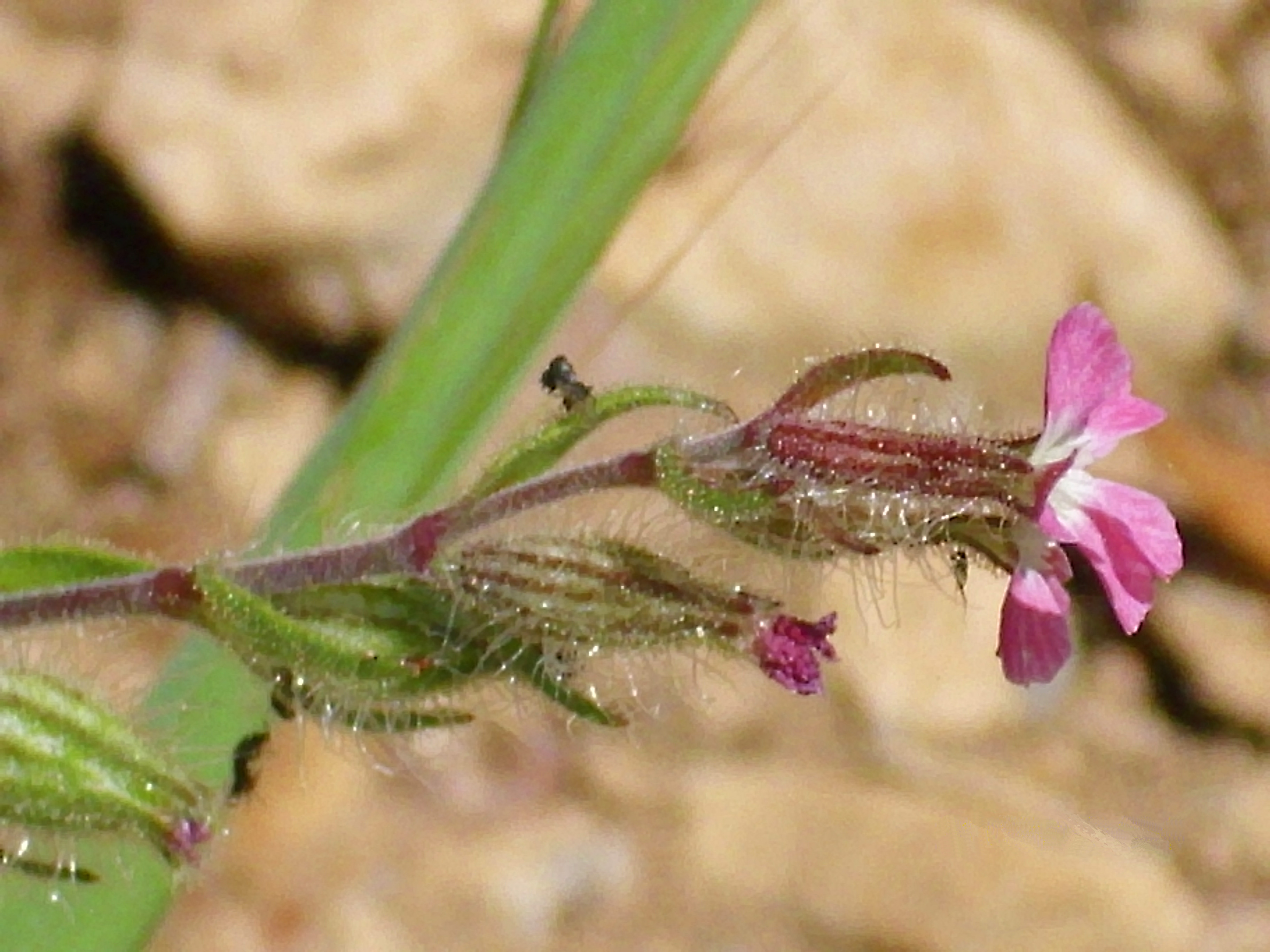